# Perché en Nocé
Perché en Nocé es una comuna nueva francesa situada en el departamento de Orne, de la región de Normandía.

## Historia
Fue creada el 1 de enero de 2016, en aplicación de una resolución del prefecto de Orne de 25 de diciembre de 2015 con la unión de las comunas de Colonard-Corubert, Dancé, Nocé, Préaux-du-Perche, Saint-Aubin-des-Grois y Saint-Jean-de-la-Forêt, pasando a estar el ayuntamiento en la antigua comuna de Nocé.

## Demografía
| Gráfica de evolución demográfica de Perché en Nocé entre 1800 y 2013 |
|                                                                      |

Los datos entre 1800 y 2013 son el resultado de sumar los parciales de las seis comunas que forman la nueva comuna de Perché en Nocé, cuyos datos se han cogido de 1800 a 1999, para las comunas de Colonard-Corubert, Dancé, Nocé, Préaux-du-Perche, Saint-Aubin-des-Grois y Saint-Jean-de-la-Forêt de la página francesa EHESS/Cassini. Los demás datos se han cogido de la página del INSEE.

## Composición
| Comuna delegada        | Código INSEE | Población (2013) | Superficie (km²) | Densidad (hab./km²) |
| ---------------------- | ------------ | ---------------- | ---------------- | ------------------- |
| Colonard-Corubert      | 61112        | 265              | 14.10            | 19                  |
| Dancé                  | 61144        | 365              | 14.61            | 25                  |
| Nocé                   | 61309        | 750              | 21.05            | 36                  |
| Préaux-du-Perche       | 61337        | 543              | 23.52            | 23                  |
| Saint-Aubin-des-Grois  | 61368        | 63               | 3.98             | 16                  |
| Saint-Jean-de-la-Forêt | 61409        | 171              | 9.37             | 18                  |